# René Florent
 (octobre 2023).
Si vous disposez d'ouvrages ou d'articles de référence ou si vous connaissez des sites web de qualité traitant du thème abordé ici, merci de compléter l'article en donnant les références utiles à sa vérifiabilité et en les liant à la section « Notes et références ».
René Florent, né le 29 novembre 1954 à Rivière-Pilote en Martinique, est un ancien joueur professionnel de football.

## Carrière sportive
René Florent joue comme défenseur. Il débute en Martinique au Racing Club de Rivière-Pilote en DH et plusieurs sélections martiniquaises dans les années 1970. En 1978, il est repéré lors d'un match de Coupe de France contre le FC St-Ouen et rejoint le SCO Angers, un club de D1. Il y joue deux saisons en réserve (en D3) puis signe à l'Olympique d'Alès où il reste cinq ans, en D3 puis en D2. Sa carrière professionnelle s'achève en 1985.
Il se reconvertit ensuite comme entraîneur, à un niveau amateur, en métropole. Il est de retour en Martinique en 2005-2007 pour prendre la direction du RC St Joseph, club de DH. Après un passage à l'ES Uzès en tant qu'adjoint de l'entraîneur Pierre Mosca, il revient pour de bon en Martinique, au RC St Joseph puis au Golden Star, club de DH.
Il s'occupe aussi de la sélection des moins de 17 ans martiniquaise.

## Palmarès

### Palmarès de joueur
- Une quarantaine  de sélections avec l'équipe de Martinique
- 2 finales du Championnat de la Martinique
- Finaliste de la Coupe de la Martinique
- Vainqueur de la Coupe de la ligue amateur en 77-78
- Champion de France de troisième division avec Alès
- 3 fois Barragistes en ligue 2 avec Alès
- Demi-finaliste de la Coupe de France avec Alès contre Bordeaux en 1087(blessé n'a pas pu participer

### Palmarès en tant qu'entraîneur
- Demi-finaliste de la Coupe de la Martinique avec le RC St-Joseph en 2005
- Finaliste de la Coupe de France de la Martinique en 2006

Après sa carrière de joueur professionnel, René Florent a entraîné les clubs suivants :
- 2 ans, Olympique d'Alès, les joueurs nationaux (-18 ans)
- 8 ans, St Christol lez Alès de 1re division district à D.H
- 1 an, Gazelec de Nîmes (PH)
- 3 ans U.S Bessège (DH)
- 2 ans, A.R.C d'Alès (D.H.E)
- 1 an, ESPG Uzès C.F.A2
- 2 ans, R.C St Joseph (DH)
- 1 an, le Golden Star (DH)
- formateur au Golden Star (école de football resp. u13-u19) René Florent, dirige le centre de perfectionnement technique aux Golden Star et est animateur de divers stages aux clubs.